# Phare de Hodbarrow Haverigg
Le phare de Hodbarrow Haverigg est un phare situé sur Hodbarrow Point, près de Millom, dans le comté du Cumbria en Angleterre. Il est géré par l'autirité portuaire locale.

## Histoire
Ce phare, construit en 1905, est une tour cylindrique en fonte de 9 m de haut, avec lanterne et galerie, peinte en rouge et blanc. Cette tour, préfabriquée par Cochrane &Co, a été commandée et exploitée à titre privé par la Hodbarrow Mining Company pour guider les bateaux vers ses mines de fer dans la zone d'Haverigg (en) en remplacement du premier phare de Hodbarrow. Il a été mis hors service en 1949 et la zone minière a été inondée pour devenir une réserve d'oiseaux. Cette zone de l'estuaire du Duddon est, depuis 1990, un site d'intérêt scientifique particulier connu sous le nom de Hodbarrow RSPB reserve (en).
Les efforts de sauver le phare abandonné ont commencé en 1996 et le phare a été restauré totalement en 2003 par le Comité de Phare de Haverigg avec une subvention de 20,000 £ du Heritage Lottery Fund. Réactivé en 2003, il émet un flash blanc toutes les 4 secondes. Il est localisé à environ 800 m à l'ouest de l'ancien phare et à 1200 m au sud-est d'Haverigg.
Identifiant : ARLHS : ENG-054 - Amirauté : A6054 .

### Lien connexe
- Liste des phares en Angleterre